# Ski Apache
Koordinaten: 33° 23′ 49,9″ N, 105° 47′ 56,4″ W
Ski Apache ist eines der südlichsten Skigebiete der USA im südlichen New Mexico. Es liegt bei Ruidoso am Fuße des Sierra Blanca Peak, dessen Höhe etwa 12.000 Fuß oder 3660 Meter beträgt. Zum Reservat der Mescalero-Indianer gehörend, wird es auch von ihnen betrieben. Das Skigebiet ist der Einsatzstandort von New Mexicos einziger Gondelbahn, außerdem sind 8 Sessellifte sowie 2 Schlepplifte in Betrieb, die stündlich bis zu 16.500 Personen befördern können. Das Skigebiet erstreckt sich über 3 Quadratkilometer und verfügt über 55 Pisten (11 blaue, 17 rote, 27 schwarze). Es ist auch für Snowboarder geöffnet.
Ski Apache ist die Heimat des Speedskifahrers und Mescaleros Ross Anderson, der mit 247,93 km/h den Geschwindigkeitsrekord in der westlichen Hemisphäre hält.